# 円谷氏

家紋 丸に釘抜

家紋 五三の桐

円谷（圓谷）氏（つむらやし）は、日本の氏族のひとつ。藤原北家永手流をその源流とし、切畑支流、陸奥国に起るとする説あり。家紋は丸に釘抜、五三の桐、上がり藤に一の字紋。読み方は、福島県内では多くは『つむらや』と読む。ウルトラマンの産みの親の円谷英二、マラソンの円谷幸吉も本名は『つむらや』である。以下の福島の円谷氏、常陸国（秋田藩士）の円谷氏も『つむらや』と読む。また、戸籍上の漢字は旧字体の『圓谷』である。

## 福島の円谷氏
円谷氏は、陸奥石川氏の家臣で、石川氏第16代満持〔〜明徳4年（1393年）〕に円谷氏から側室が入り、五男光稙を生み、その光稙は、二階堂出羽守の嗣子となる。。その後、天正18年（1590年）石川氏が豊臣秀吉の奥州仕置により、領地没収となり、現在の宮城県角田に移る。その際に、円谷筑後・右京は、郷士として石川郡泉荘御禊郷中野目村（現・福島県西白河郡矢吹町）に居住し名主（大庄屋）となる。寛政10年（1798年）浅川騒動が発生し、中野目村大庄屋 円谷太左衛門、川辺村（現・福島県石川郡玉川村）庄屋 円谷清左衛門も被害に遭う。円谷家当主は、近代期に中野目村戸長・西白河郡会議員・福島県会議員などを務める。

### 須賀川の円谷氏
天正17年(1589年)の須賀川城攻防戦の際に須賀川二階堂氏、家臣の円谷の名が見える。須賀川市の奥州街道沿いにある下宿（現・福島県須賀川市森宿字坪ノ内）に居館を置いていた。同地には、下宿御所宮館跡がある。

## 常陸国（秋田藩士）の円谷氏
常陸国佐竹氏の家臣、円谷為胤は、関ヶ原の戦い後、慶長7年（1602年）佐竹義宣が、常陸国から秋田に転封となり、佐竹氏に随身し、秋田県仙北市角館町に住まう。円谷氏については『諸士系図』に詳しい。なお、日本大学初代理事長の円谷弘は、この子孫。
```
系譜：円谷為胤（丹波） - 為高（主税） - 為忠 - 為貞 - 為俊
```

常陸国久慈郡下金沢村（現・茨城県久慈郡大子町下金沢）の十二所神社の永禄6年（1563年）の棟札に円谷、および、天正11年（1583年）の棟札に円谷尾張守の名が見える。。同地には、下金沢古館跡がある。